# سازمان پژوهش‌های فضایی هند
سازمان پژوهش‌های فضایی هند (هندی: भारतीय अन्तरिक्ष अनुसन्धान सङ्गठन، انگلیسی: Indian Space Research Organisation) که به اختصار اِسرو (هندی: इसरो، انگلیسی: ISRO) نامیده می‌شود، آژانس فضایی اصلی هند است و بزرگ‌ترین آژانس فضایی دولتی دنیا به‌شمار می‌رود. هدف اصلی این سازمان توسعه فناوری فضایی و کاربرد آن در منافع ملی است.
سازمان پژوهش‌های فضایی هند در سال ۱۹۶۹ بنیانگذاری شد و نخستین ماهواره خود به نام آریاباتا را با کمک اتحاد جماهیر شوروی سوسیالیستی در آوریل ۱۹۷۵ به فضا پرتاب کرد. ماهوراه روهینی نخستین ماهواره‌ای بود که توسط تجهیزات ساخت هند (SLV-3) در مدار قرار گرفت. این سازمان پس از آن راکت PSLV را برای قرار دادن ماهواره در مدار قطب‌آهنگ و راکت GSLV را برای قرار دادن ماهواره‌های زمین‌آهنگ ساخته است. این راکت‌ها چندین ماهواره مخابراتی و ماهواره دیدبانی زمین را در مدار قرار داده‌اند.
سامانه‌های ناوبری جهانی مانند GAGAN و سامانه ماهواره‌ای ناوبری منطقه‌ای هند نیز توسط این سازمان توسعه یافته‌اند.
سازمان پژوهش‌های فضایی هند در ۲۲ اکتبر ۲۰۰۸ نخستین فضاپیمای خود به نام چاندریان-۱ را به ماه فرستاد. در ۵ نوامبر ۲۰۱۳ نیز فضاپیمایی را به مریخ فرستاد که در ۲۴ سپتامبر ۲۰۱۴ با موفقیت در مدار مریخ قرار گرفت. بدین‌ترتیب هند تبدیل به نخستین کشور آسیایی شد که توانسته به مدار مریخ دست یابد

## چشم‌انداز
ایسرو در چشم‌انداز خود بیان می‌کند: چشم‌انداز ما، دست‌یابی به فناوری فضایی برای توسعهٔ ملی از طریق دنبال کردن تحقیقات علوم فضایی و اکتشافات فضایی است. از دیگر ابعاد این چشم‌انداز که برای سال ۲۰۲۵ در نظر گرفته شده می‌توان به موارد زیر اشاره کرد:
- ایجاد سیستم مخابراتی و راهبری ماهواره‌ای برای نیازهای ارتباطی و امنیتی مناطق روستایی
- ارتقا قابلیت تصویر برداری ماهواره‌ای برای مدیریت منابع طبیعی، آب و هوا و تغییرات جوی
- انجام مأموریت‌های فضایی برای درک بهتر منظومهٔ خورشیدی و جهان هستی
- اکتشافات سیاره‌ای
- توسعهٔ پرتاب‌کننده‌های وزن‌های سنگین
- استفاده از فناوری RLV_TD در مأموریت‌ها
- ارسال انسان به فضا
- ارسال ۲ فضانورد در ۲۰۱۵
- سفر به ماه و ارسال کاوشگر در ۲۰۱۷
- سفر به مریخ در ۲۰۳۰